# Éliminatoires du Championnat d'Europe féminin de handball 2012
 (mai 2025).
Si vous disposez d'ouvrages ou d'articles de référence ou si vous connaissez des sites web de qualité traitant du thème abordé ici, merci de compléter l'article en donnant les références utiles à sa vérifiabilité et en les liant à la section « Notes et références ».
 (mai 2025).
Les éliminatoires du Championnat d'Europe féminin de handball 2012 se sont tenues du 3 juin 2011 au 3 juin 2012.

## Modalités
Suivant le nouvel exemple de qualification mis en place à partir du Championnat d'Europe féminin de handball 2010, toutes les équipes doivent jouer les matchs de qualification sauf le pays organisateur (les Pays-Bas) et le tenant du titre (la Norvège).
Après une phase de pré-qualification opposant 4 équipes, les 28 équipes sont réparties en sept groupes de qualification. Les deux premières équipes de chaque groupe sont qualifiées pour le tour préliminaire. 

## Tour de préqualification
Ce tour composé de 4 équipes a qualifié la  Grande-Bretagne et la  Grèce et éliminé la  Finlande et  Israël.

## Qualifications

### Tirage au sort
Les équipes sont divisées en quatre chapeaux de sept équipes. 
| Chapeau 1                                               | Chapeau 2                                                    | Chapeau 3                                                       | Chapeau 4                                                             |
| ------------------------------------------------------- | ------------------------------------------------------------ | --------------------------------------------------------------- | --------------------------------------------------------------------- |
| Russie Roumanie Espagne France Danemark Suède Allemagne | Hongrie Croatie Monténégro Ukraine Macédoine Autriche Serbie | Biélorussie Slovaquie Portugal Islande Slovénie Turquie Pologne | Rép. tchèque Lituanie Italie Suisse Azerbaïdjan Grande-Bretagne Grèce |

### Résultats
Les deux premières équipes de chaque poule sont qualifiées pour le championnat d'Europe.
| Groupe 1    | Pts. |
| ----------- | ---- |
| Allemagne   | 10   |
| Hongrie     | 10   |
| Biélorussie | 4    |
| Azerbaïdjan | 0    |

| Groupe 2 | Pts. |
| -------- | ---- |
| Roumanie | 10   |
| Serbie   | 10   |
| Portugal | 4    |
| Grèce    | 0    |

| Groupe 3        | Pts. |
| --------------- | ---- |
| Monténégro      | 10   |
| Russie          | 8    |
| Pologne         | 6    |
| Grande-Bretagne | 0    |

| Groupe 4  | Pts. |
| --------- | ---- |
| France    | 10   |
| Macédoine | 8    |
| Turquie   | 4    |
| Lituanie  | 2    |

| Groupe 5     | Pts. |
| ------------ | ---- |
| Rép. tchèque | 11   |
| Suède        | 8    |
| Autriche     | 3    |
| Slovénie     | 2    |

| Groupe 6  | Pts. |
| --------- | ---- |
| Croatie   | 12   |
| Danemark  | 8    |
| Slovaquie | 4    |
| Italie    | 0    |

| Groupe 7 | Pts. |
| -------- | ---- |
| Ukraine  | 10   |
| Espagne  | 8    |
| Islande  | 6    |
| Suisse   | 0    |

## Conséquence du désistement des Pays-Bas
En juin 2012, les Pays-Bas annoncent leur retrait de l'organisation de la compétition. Par conséquent,
- les Pays-Bas sont disqualifiés,
- la Serbie, remplaçante des Pays-Bas en tant que pays organisateur, est qualifiée d'office,
- la place qualificative de la Serbie est attribué au meilleur troisième : avec 6 pts et une différence de buts +17, l'Islande fait alors mieux que la Pologne qui a 6 pts et +6.